# Лесной (Нижнеудинский район)
Лесной — посёлок в Нижнеудинском районе Иркутской области России. Входит в состав Атагайского муниципального образования. Находится примерно в 34 км к северо-востоку от районного центра.

## Население
По данным Всероссийской переписи, в 2010 году в посёлке проживали 132 человека (65 мужчин и 67 женщин).